# Łańcut
Łańcut – miasto w Polsce, w województwie podkarpackim, na granicy Podgórza Rzeszowskiego i Pradoliny Podkarpackiej, siedziba powiatu łańcuckiego i gminy wiejskiej Łańcut. Leży w dawnej ziemi przemyskiej. W czasach I Rzeczypospolitej Łańcut był częścią powiatu przeworskiego z centrum w Przeworsku.
Łańcut należy do województwa podkarpackiego, leżąc 16 km na wschód od jego stolicy – Rzeszowa. Przez tereny miasta przebiega autostrada A4, która łączy zachód Europy z Ukrainą.
Według danych GUS z 31 grudnia 2024 r. Łańcut liczył 17 772 mieszkańców.

## Historia
Miasto założone zostało przez króla Kazimierza Wielkiego. Lokacja miasta na prawie magdeburskim nastąpiła w roku 1349 z nadania księcia Władysława Opolczyka w dolinie rzeki Wisłok.
Król sprowadził kolonistów niemieckich (zob. Głuchoniemcy) z miasta Landshut (‘strażnica kraju’) w Bawarii. Jest to zatem nazwa przeniesiona (ponowiona) przez kolonistów na nowo założone miasto, a następnie adaptowana fonetycznie z języka niemieckiego do polskiego. W pobliżu Łańcuta założono w roku 1450 niemiecką wieś Helwigau. Ludność niemiecka z okolic Łańcuta zachowała swoją odrębność językową do pierwszej połowy XVIII wieku.
Nazwa miasta notowana była w formach: Landshut, Lanczuth (1375), Landssuth (1381), Lanchth (1384), Lanczuth (1494), jeszcze w roku 1650 Landshut.
W XV wieku wybudowano zamek początkowo drewniany, który do XVI wieku dawał odpór najazdom tatarskim.
W 1635 roku Łańcut uzyskał prawo składu.
W wyniku I rozbioru Polski w 1772 r. miasto stało się częścią Austrii, wchodząc w skład Galicji.
W latach 1918–1921, podczas wojny polsko–bolszewickiej, Łańcut był miejscem przetrzymywania jeńców z Ukraińskiej Armii Halickiej (powstał w nim pierwszy obóz w Polsce).
Podczas okupacji niemieckiej administracja tzw. Generalnego Gubernatorstwa wprowadziła dla miasta w 1941 roku nazwę Landshut.
W czerwcu 1942 roku Niemcy utworzyli getto dla żydowskich mieszkańców. Przebywało w nim około 1500 Żydów. 19 sierpnia 1942 roku zostali wywiezieni do obozu w Pełkiniach, a część do obozu zagłady Bełżcu i tam zamordowani.

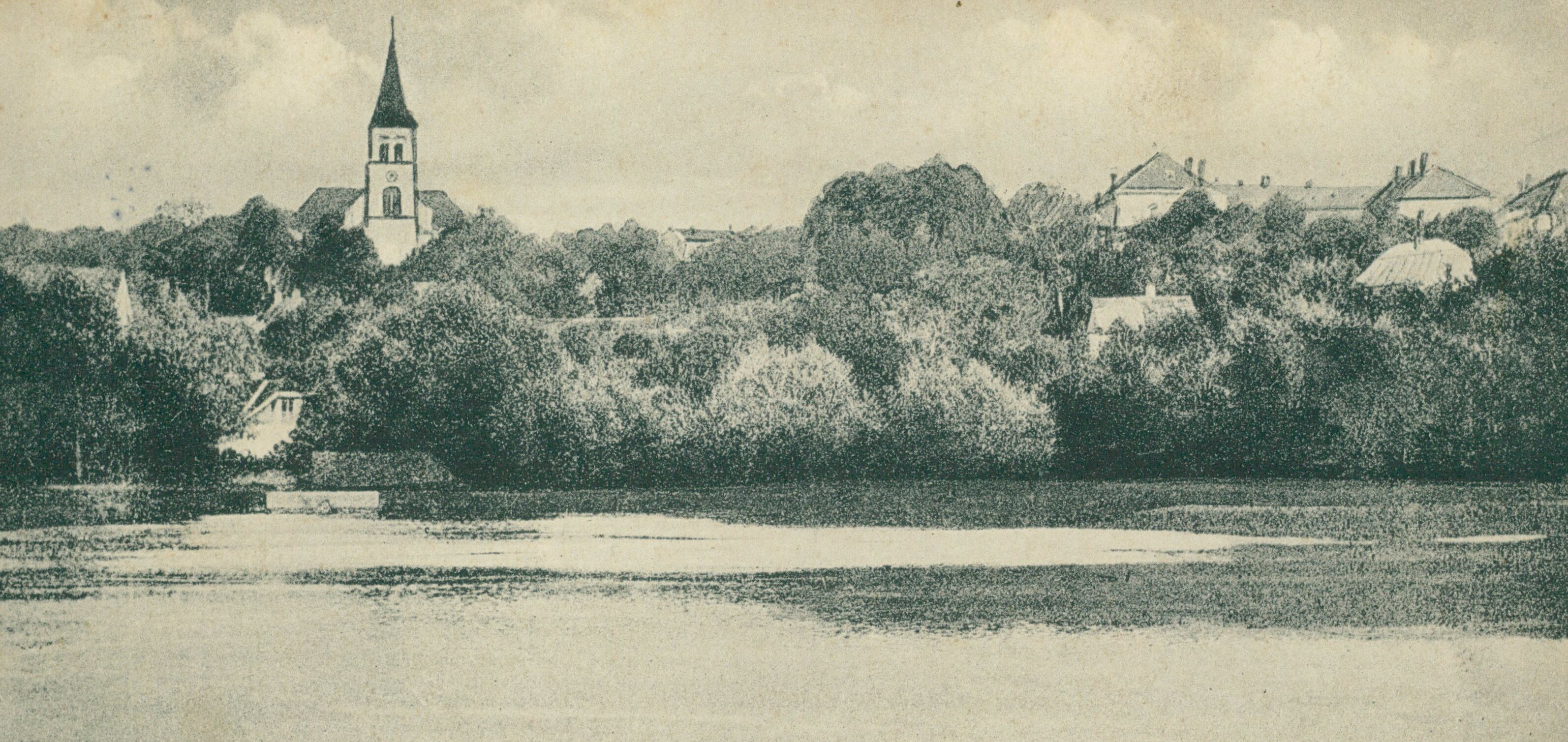
Widok ogólny, 1915
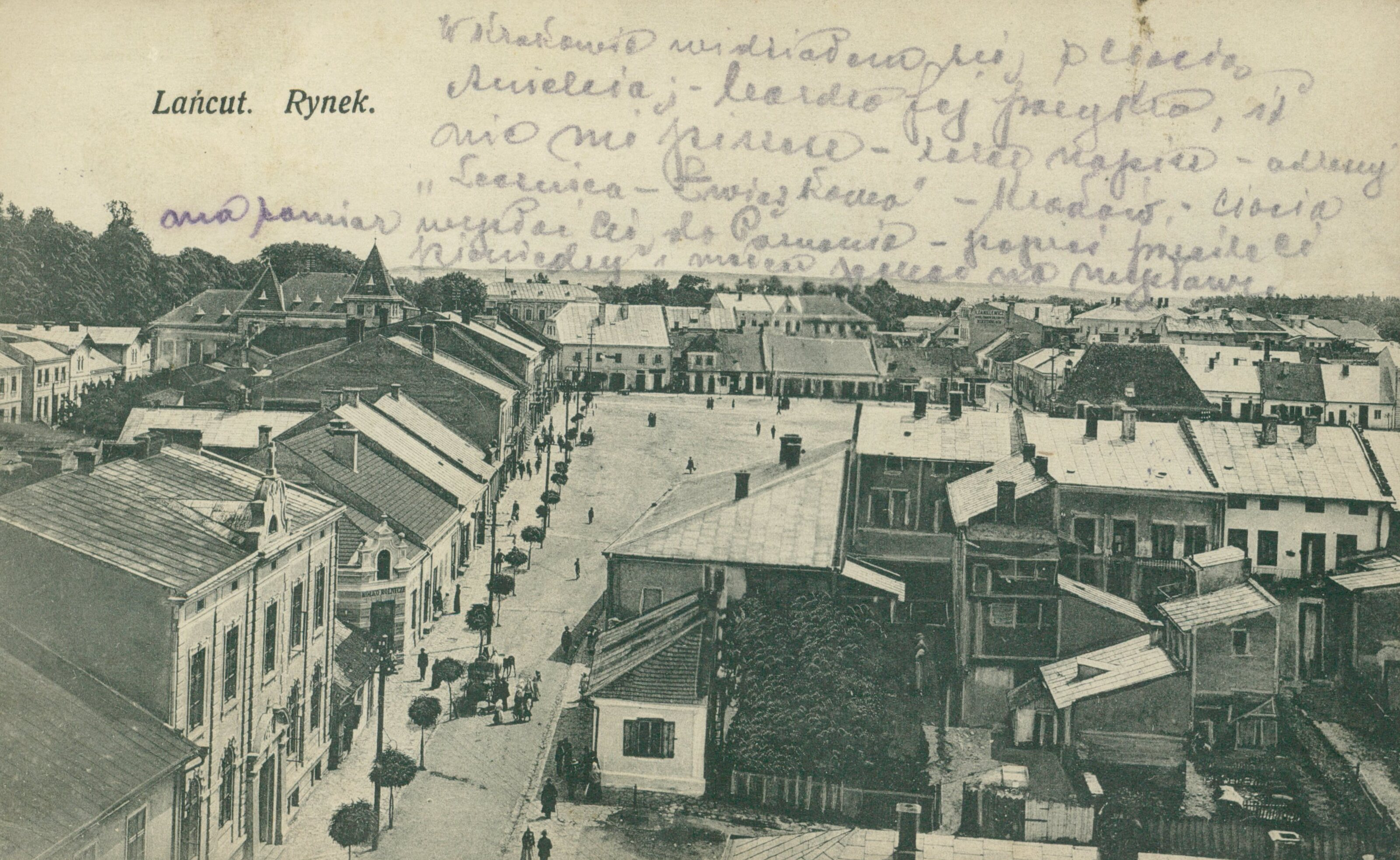
Rynek, 1915
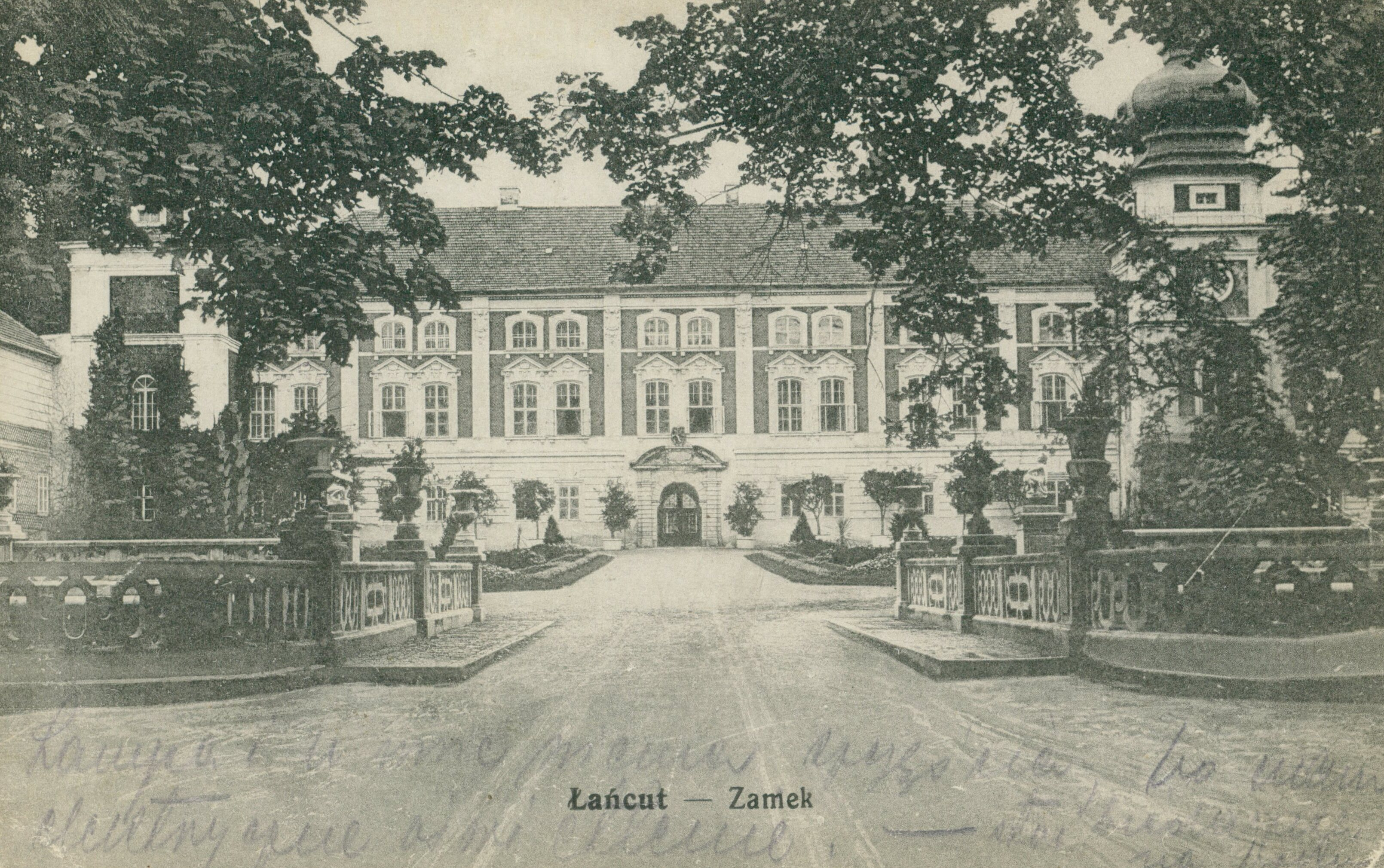
Zamek, 1915
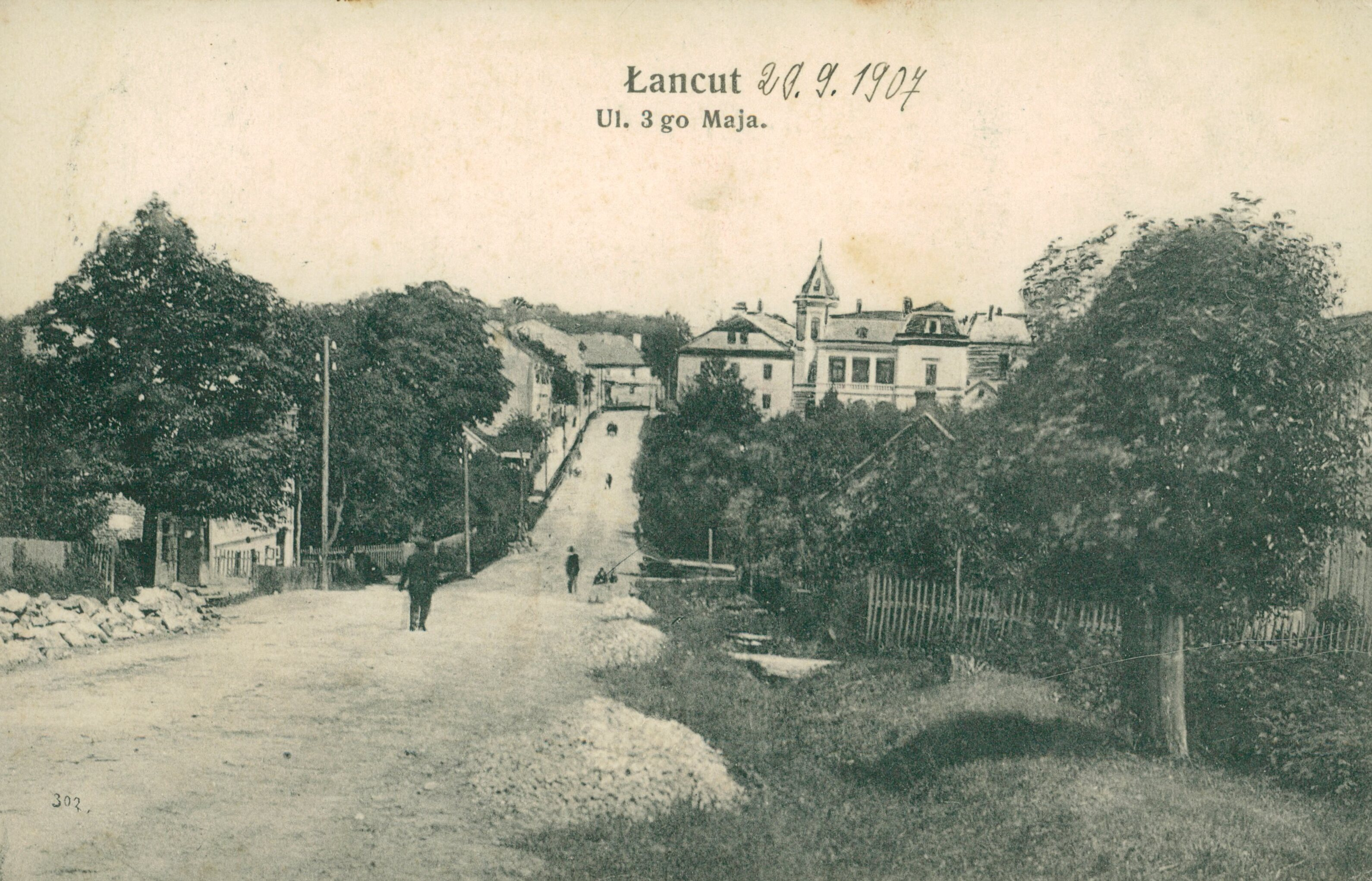
Ulica 3-go Maja, 1907

## Struktura powierzchni
Łańcut ma obszar 19,43 km² (2002), w tym:
- użytki rolne: 59%
- użytki leśne: 2%

Miasto zajmuje 4,3% powierzchni powiatu.

## Demografia
Miasto liczyło w 2008 roku 18025 mieszkańców (31 grudnia 2008).
Dane z 31 grudnia 2008 r.:
| Opis                              | Ogółem | Ogółem | Kobiety | Kobiety | Mężczyźni | Mężczyźni |
| --------------------------------- | ------ | ------ | ------- | ------- | --------- | --------- |
| Jednostka                         | osób   | %      | osób    | %       | osób      | %         |
| Populacja                         | 18 025 | 100    | 9493    | 52,67   | 8532      | 47,33     |
| Gęstość zaludnienia [mieszk./km²] | 928,0  | 928,0  | 488,8   | 488,8   | 439,2     | 439,2     |

Według danych z 1 stycznia 2018 Łańcut liczył 17 777 mieszkańców.

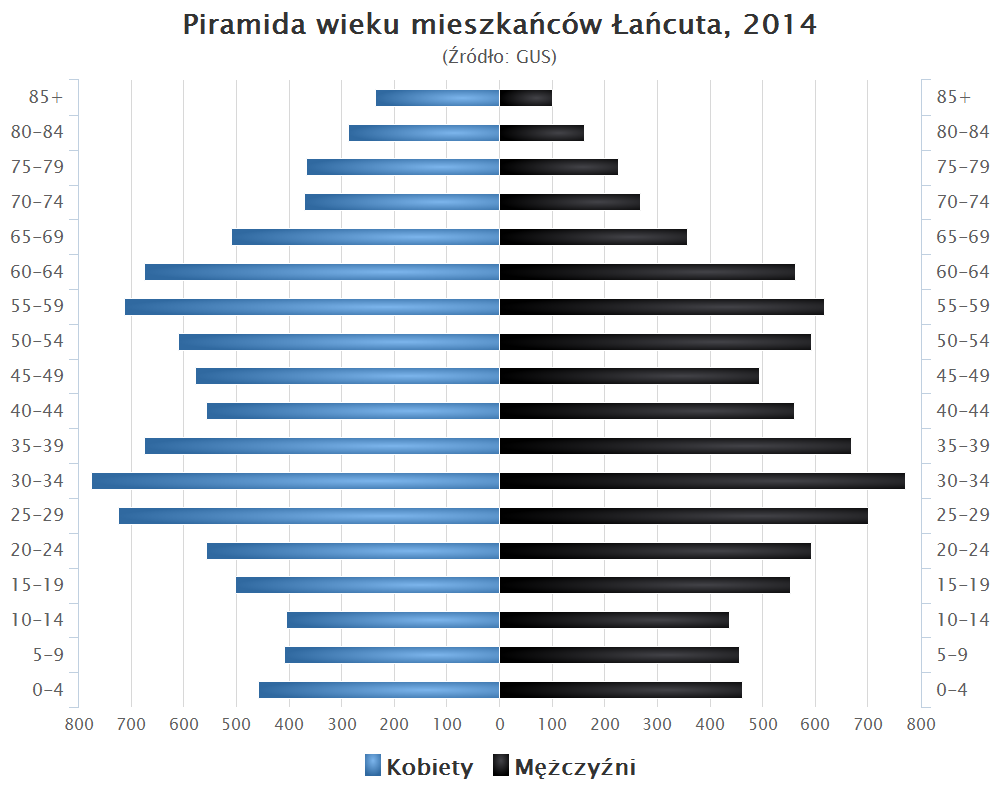
Piramida wieku mieszkańców Łańcuta (2014)

## Zabytki i atrakcje turystyczne
- Zamek Lubomirskich i Potockich
- Powozownia
- Muzeum Ikon
- Muzeum Gorzelnictwa zarządzane przez „Polmos Łańcut”
- Storczykarnia
- Synagoga
- Synagoga Lubelska, tzw. Sala Lubelska
- Stara Synagoga w Łańcucie
- Stary cmentarz żydowski w Łańcucie
- Nowy cmentarz żydowski w Łańcucie
- Muzyczny Festiwal w Łańcucie
- Międzynarodowe Kursy Muzyczne im. Zenona Brzewskiego
- Kościół Farny
- Dawny kościół i klasztor Dominikanów
- Browar Łańcut (zał. 1777 r.)
- Zamek w Łańcucie (nieistniejący)
- Ławeczka Jana i Stanisława Cetnarskich w Łańcucie

## Gospodarka

### Przemysł
- Fabryka śrub „Śrubex” SA[19] obecnie Koelner Rawlplug IP Sp. z o.o., Oddział w Łańcucie[20][21]
- Łańcucka Fabryka Wódek „Polmos Łańcut”
- Zakład Poligraficzny „Techgraf”
- Zakłady odzieżowe „Vipo”
- Lancerto S.A.

### Handel
Łańcut jest ośrodkiem usługowym dla mieszkańców regionu.
- Sieci sklepów, supermarkety: Delikatesy Asia (PASSA), Biedronka, Delikatesy Centrum, Lidl, Rossmann
- Centra Handlowe: „STILEX”, „Kapitol”

## Transport

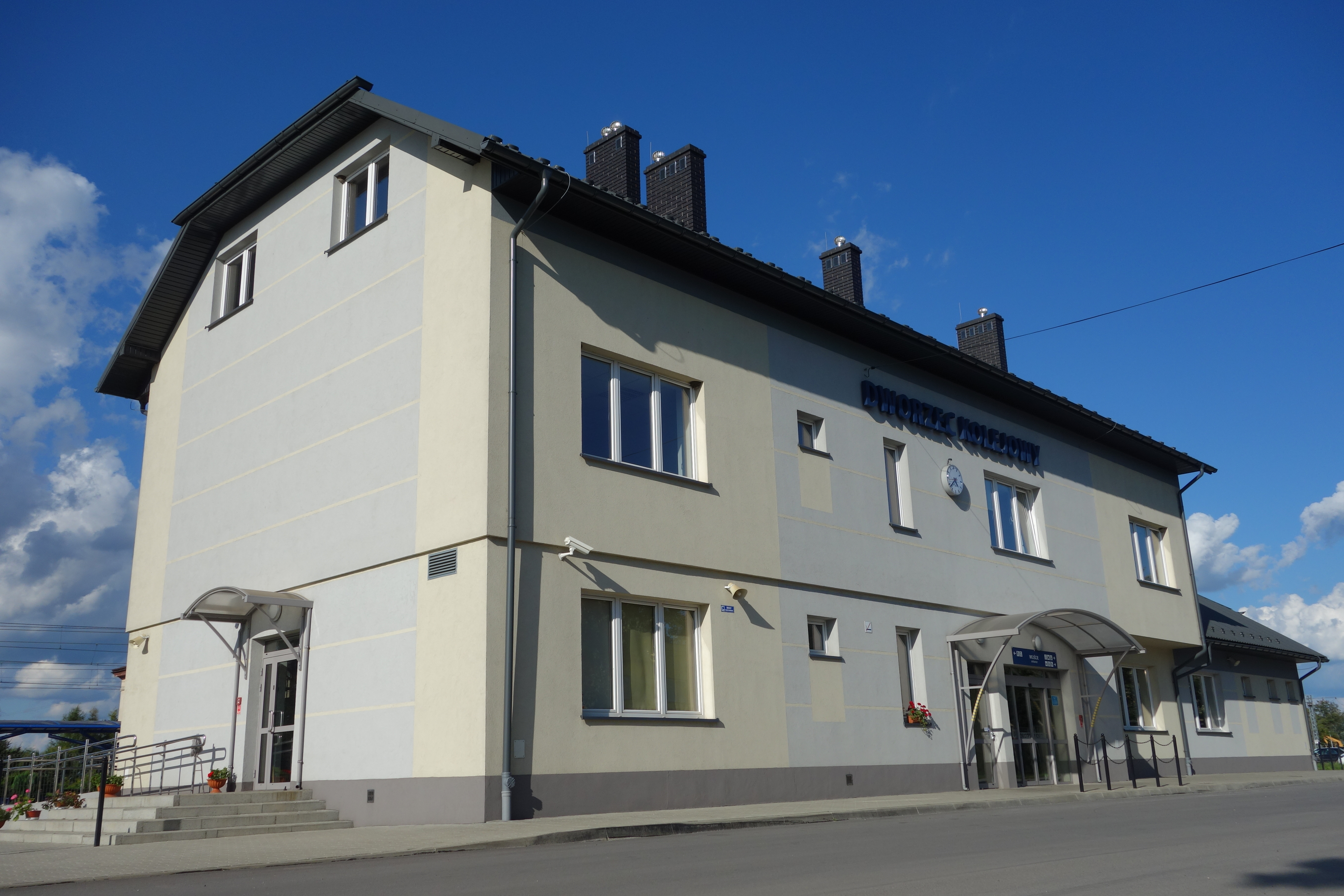
Stacja kolejowa w Łańcucie

Przez Łańcut przebiega linia kolejowa Kraków – Medyka o znaczeniu międzynarodowym ze stacją kolejową.

## Oświata

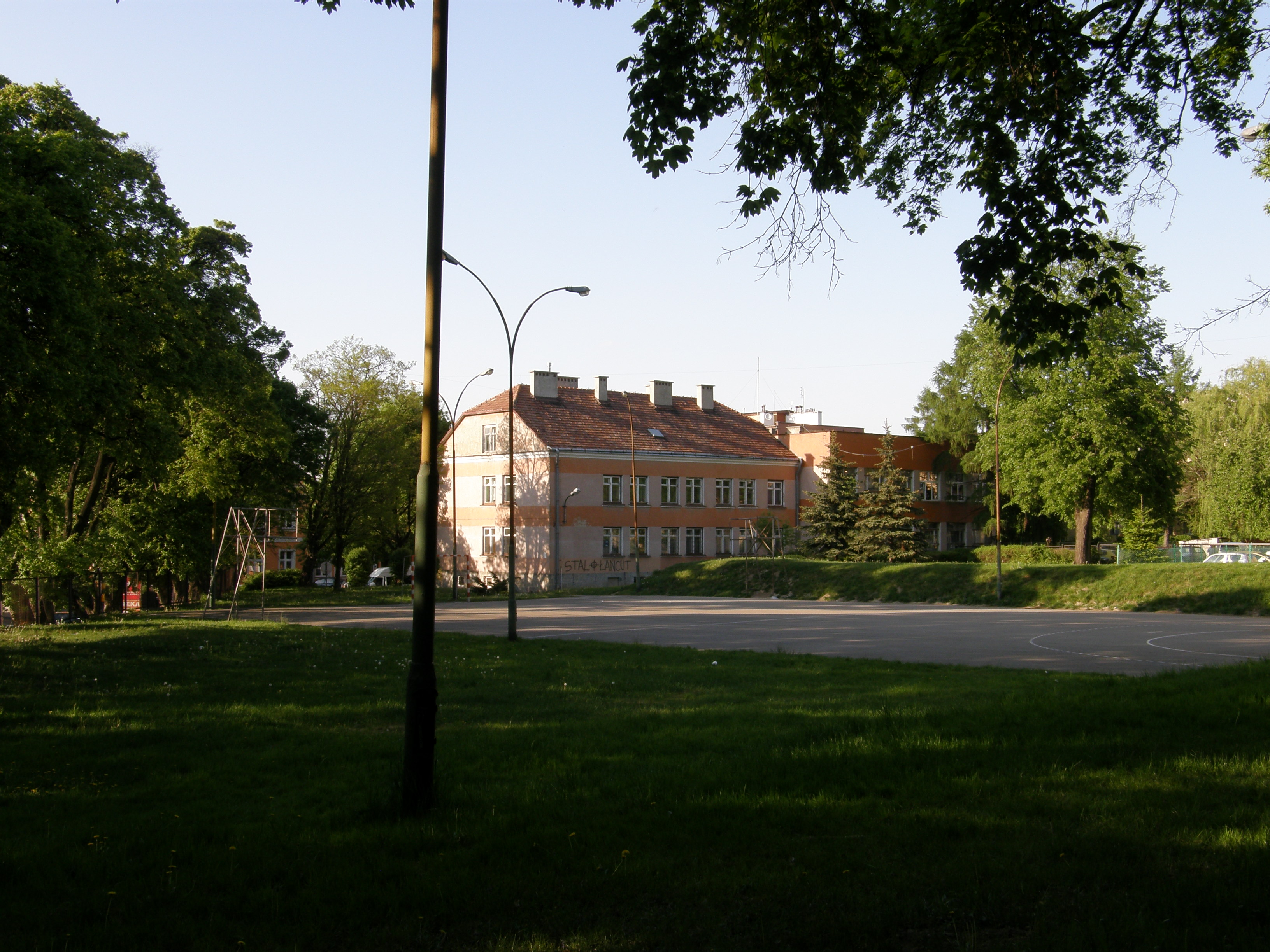
Liceum Ogólnokształcące nr 1

Obecnie w Łańcucie działają 4 szkoły podstawowe, 4 licea ogólnokształcące (w tym profilowane: profil policyjny i profil wojskowy), 3 szkoły techniczne, 2 szkoły branżowe oraz liceum dla dorosłych. Działają również Państwowa Szkoła Muzyczna I stopnia oraz medyczna szkoła policealna. Od roku 2007 funkcjonuje Powiatowe Centrum Kształcenia Zawodowego. W Łańcucie działa również Uniwersytet Trzeciego Wieku.

### Szkoły podstawowe
- Szkoła Podstawowa nr 1 im. Kardynała Stefana Wyszyńskiego (ul. Piłsudskiego 7)
- Szkoła Podstawowa nr 2 im. ks. Jana Twardowskiego (ul. Kościuszki 17)
- Szkoła Podstawowa nr 3 im. 10 Pułku Strzelców Konnych (ul. 29 Listopada 21)
- Szkoła Podstawowa nr 4 im. Jana Pawła II w Łancucie (ul. Kochanowskiego 6)

### Szkoły ponadgimnazjalne
- I Liceum Ogólnokształcące im. Henryka Sienkiewicza
- Zespół Szkół Nr 1 im. Janusza Korczaka (ul. Grunwaldzka 11)
- Medyczna Szkoła Policealna (ul. Grunwaldzka 11)
- Zespół Szkół Nr 2 im. Jana Kochanowskiego (ul. Podzwierzyniec 41)
- Zespół Szkół nr 3 im. M. Kopernika
- Zespół Szkół Technicznych (ul. Armii Krajowej 51A)
- Powiatowe Centrum Kształcenia Zawodowego im.Felicjana Dzierżanowskiego (ul. Armii Krajowej 51)

### Szkoły artystyczne
- Państwowa Szkoła Muzyczna I stopnia im. T. Leszetyckiego w Łańcucie (ul. 3 Maja 19)
- Szkoła Muzyczna I i II st. Łańcuckiego Towarzystwa Muzycznego (z uprawnieniami szkoły publicznej) (ul. 3 Maja 19)

## Religia

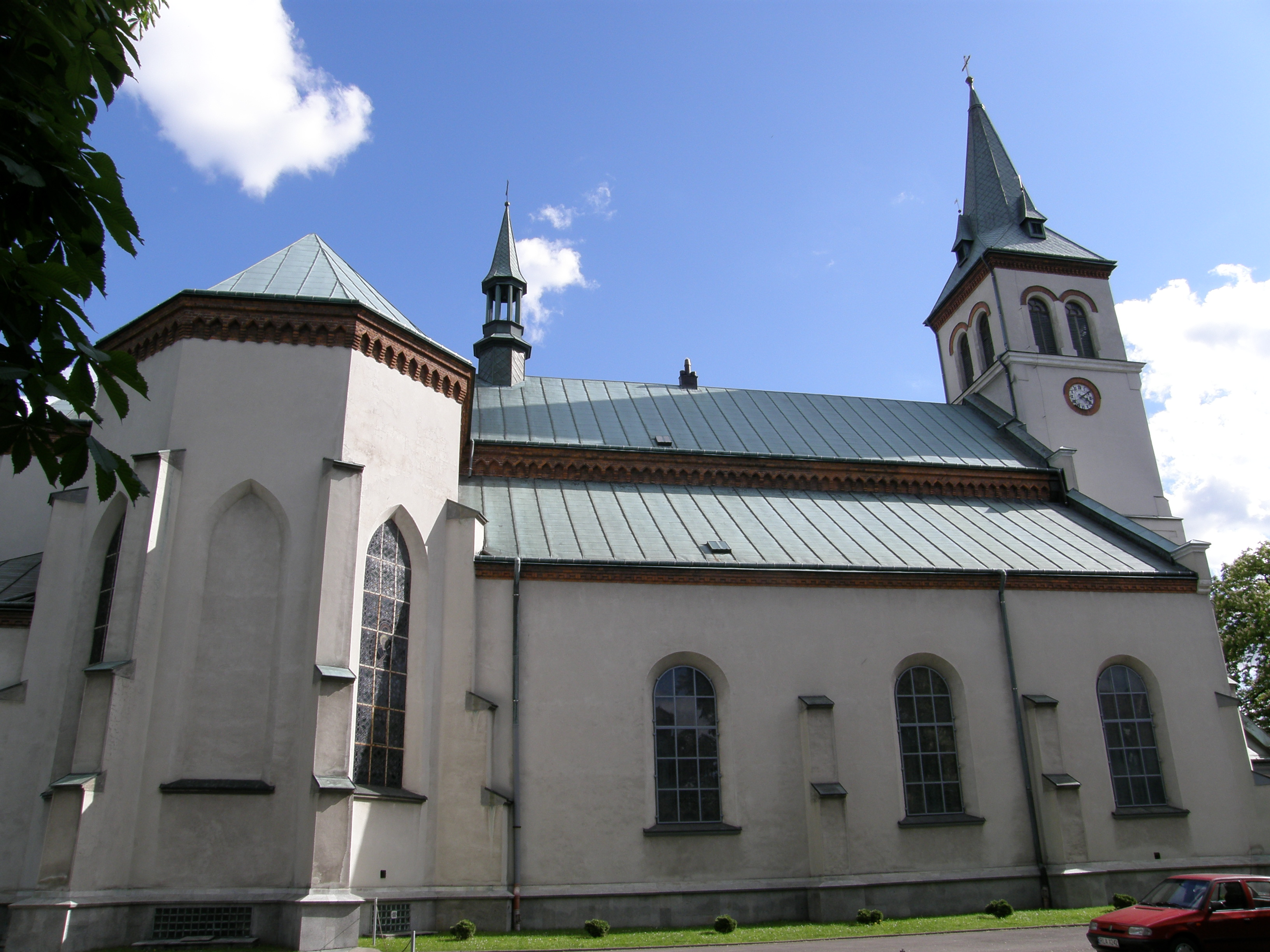
Kościół farny św. Stanisława

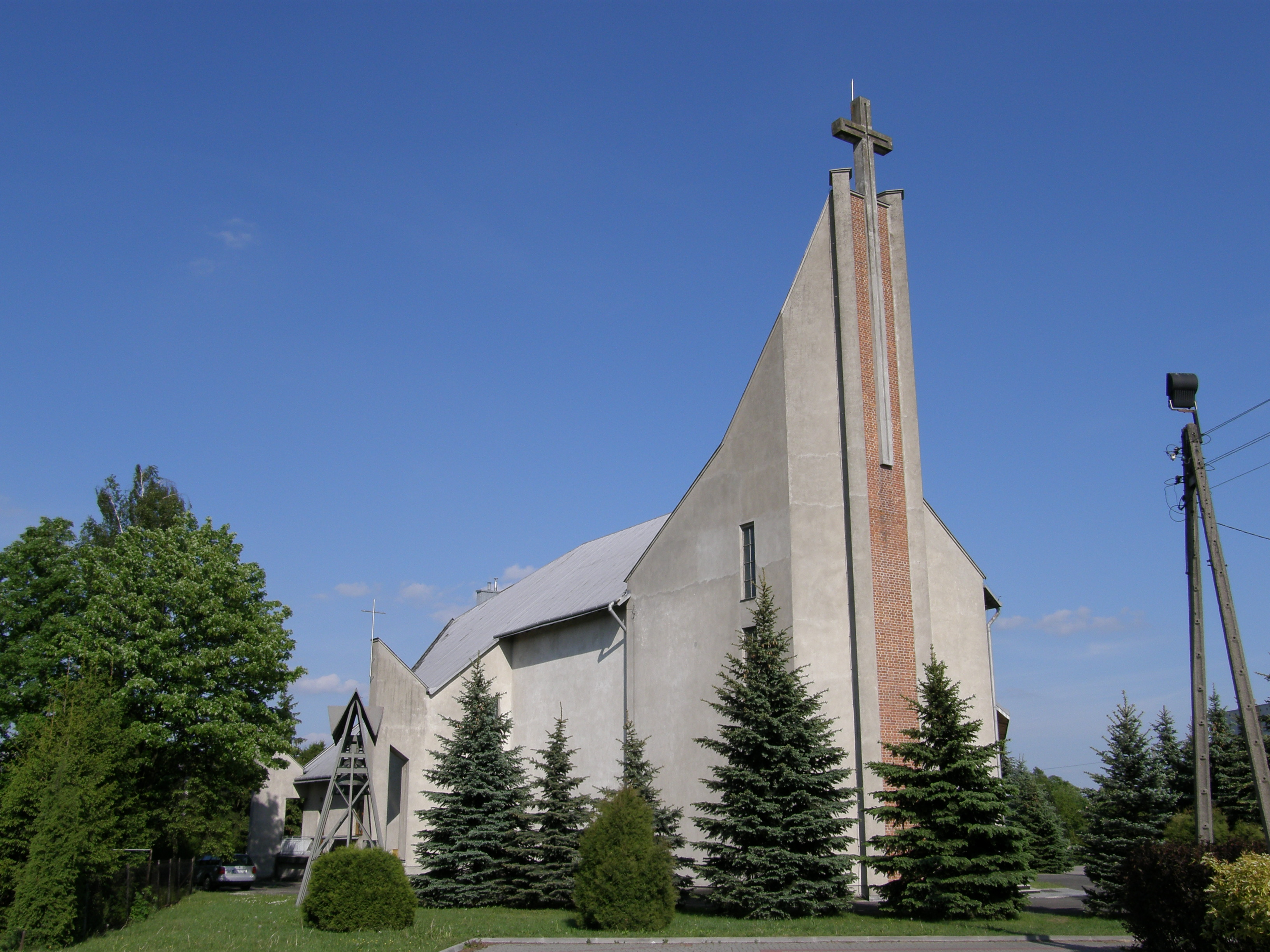
Kościół św. Józefa

### Kościół katolicki
W Łańcucie mają swoją siedzibę dwa dekanaty należące do archidiecezji przemyskiej:
- Dekanat Łańcut I z parafiami:
  - Parafia św. Stanisława Biskupa i Męczennika (Parafia Farna) z kościołem farnym
  - Parafia św. Michała Archanioła
- Dekanat Łańcut II – parafie:
  - Parafia Chrystusa Króla
  - Parafia św. Józefa – Podzwierzyniec

### Kościół Adwentystów Dnia Siódmego
- zbór w Łańcucie, ul. Konopnickiej 7

### Świecki Ruch Misyjny „Epifania”
- Zbór w Łańcucie, ul. Czarnieckiego 22

### Świadkowie Jehowy
- Sala Królestwa, ul. Kopernika 4a[23][24]

## Sport
- PTG Sokół Łańcut – koszykówka mężczyzn
- MKS Łańcut – siatkówka kobiet
- Stal Łańcut[25] – piłka nożna mężczyzn (w sezonie 2023/2024 występuje w IV lidze, gr. podkarpackiej)[26]